# Teriantropi

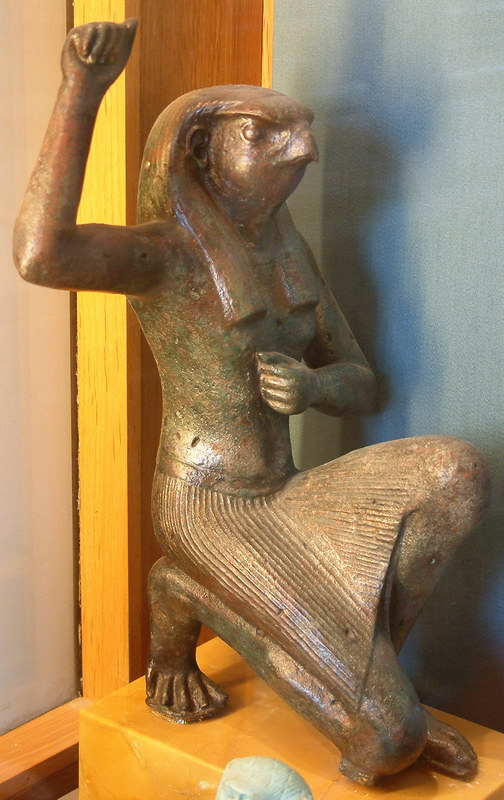
Horus är en egyptisk gud porträtterad som teriantrop med mänsklig kropp och djurhuvud.

Teriantropi (från grekiska theríon, θηρίον, som betyder vilddjur och anthrōpos, άνθρωπος, som betyder människa) är ordet för fullständig eller delvis förvandling från mänsklig form till en djurskepnad. Detta förväxlas ofta med lykantropi.
I Harry Potter förekommer fenomenet som animagus som då är när man förvandlar sig till ett djur, men på egen befallning.
Teriantroper förekommer i mytologin och finns bland annat i form av ungefär 14000 år gamla grottmålningar i grottan Trois-Frères i Ariège i Frankrike.